# Shame (film fra 2011)
 For alternative betydninger, se Shame. (Se også artikler, som begynder med Shame)
Shame er en britisk dramafilm fra 2011. Filmen er instrueret af britiske Steve McQueen og i hovedrollerne ses Michael Fassbender samt Carey Mulligan.